# Élections cantonales de 2004 dans les Vosges
Les élections cantonales ont eu lieu les 21 et 28 mars 2004.
Lors de ces élections, 15 des 31 cantons des Vosges ont été renouvelés. Elles ont vu la reconduction de la majorité UMP dirigée par Christian Poncelet, président du conseil général depuis 1976].

## Résultats à l’échelle du département
Répartition départementale des résultats (2e tour).
- PS (41,99 %)
- UMP (22,55 %)
- DVD (26,37 %)
- FN (9,09 %)

| Étiquette      | Étiquette                          | Premier tour | Premier tour | Second tour | Second tour | Sièges |
| Étiquette      | Étiquette                          | Voix         | %            | Voix        | %           | Sièges |
| -------------- | ---------------------------------- | ------------ | ------------ | ----------- | ----------- | ------ |
|                | Parti socialiste                   | 23 411       | 26,58        | 26 044      | 41,99       | 7      |
|                | Divers gauche                      | 6 092        | 6,92         |             |             |        |
|                | Parti communiste français          | 2 839        | 3,22         |             |             |        |
|                | Extrême gauche                     | 2 509        | 2,85         |             |             |        |
|                | Les Verts                          | 1 907        | 2,16         |             |             |        |
|                | Parti radical de gauche            | 714          | 0,81         |             |             |        |
| Gauche         | Gauche                             | 37 472       | 42,54        | 26 044      | 41,99       | 7      |
|                |                                    |              |              |             |             |        |
|                | Union pour un mouvement populaire  | 18 666       | 21,19        | 13 988      | 22,55       | 4      |
|                | Divers droite                      | 18 631       | 21,15        | 16 352      | 26,37       | 3      |
|                | Front national                     | 11 446       | 12,99        | 5 635       | 9,09        | 0      |
|                | Union pour la démocratie française | 438          | 0,50         |             |             |        |
| Droite         | Droite                             | 49 181       | 55,83        | 35 975      | 58,01       | 7      |
|                |                                    |              |              |             |             |        |
|                | Divers                             | 1 436        | 1,63         |             |             |        |
|                |                                    |              |              |             |             |        |
| Inscrits       | Inscrits                           | 145 161      | 100,00       | 100 028     | 100,00      |        |
| Abstention     | Abstention                         | 51 858       | 35,72        | 33 748      | 33,74       |        |
| Votants        | Votants                            | 93 303       | 64,28        | 66 280      | 66,26       |        |
| Blancs et nuls | Blancs et nuls                     | 5 214        | 5,59         | 4 261       | 6,43        |        |
| Exprimés       | Exprimés                           | 88 089       | 94,41        | 62 019      | 93,57       |        |

## Résultats par canton

### Canton de Brouvelieures
| Candidats      | Candidats         | Étiquette      | Premier tour | Premier tour |
| Candidats      | Candidats         | Étiquette      | Voix         | %            |
| -------------- | ----------------- | -------------- | ------------ | ------------ |
|                | Étienne Pourcher* | PS             | 791          | 58,29        |
|                | Jacques Caverzasi | DVD            | 457          | 33,68        |
|                | Francis Lebœuf    | SE             | 109          | 8,03         |
| Inscrits       | Inscrits          | Inscrits       | 1 882        | 100,00       |
| Abstention     | Abstention        | Abstention     | 472          | 25,08        |
| Votants        | Votants           | Votants        | 1 410        | 74,92        |
| Blancs et nuls | Blancs et nuls    | Blancs et nuls | 53           | 3,76         |
| Exprimés       | Exprimés          | Exprimés       | 1 357        | 9624         |

### Canton de Bruyères
| Candidats      | Candidats          | Étiquette      | Premier tour | Premier tour | Second tour | Second tour |
| Candidats      | Candidats          | Étiquette      | Voix         | %            | Voix        | %           |
| -------------- | ------------------ | -------------- | ------------ | ------------ | ----------- | ----------- |
|                | Michel Langloix*   | DVD            | 3 272        | 47,54        | 4 735       | 72,62       |
|                | Bernard Houbre     | FN             | 1 155        | 16,78        | 1 785       | 27,38       |
|                | Monique Wirth      | PCF            | 1 004        | 14,59        |             |             |
|                | Jean-Joseph Maglia | Verts          | 932          | 13,54        |             |             |
|                | Philippe Hauden    | EXG            | 268          | 3,89         |             |             |
|                | Gérard Georgel     | PRG            | 251          | 3,65         |             |             |
| Inscrits       | Inscrits           | Inscrits       | 11 423       | 100,00       | 11 416      | 100,00      |
| Abstention     | Abstention         | Abstention     | 4 049        | 35,45        | 3 776       | 33,08       |
| Votants        | Votants            | Votants        | 7 374        | 64,55        | 7 640       | 66,92       |
| Blancs et nuls | Blancs et nuls     | Blancs et nuls | 492          | 6,67         | 1 120       | 14,66       |
| Exprimés       | Exprimés           | Exprimés       | 6 882        | 93,33        | 6 520       | 85,34       |

### Canton de Châtel-sur-Moselle
| Candidats      | Candidats            | Étiquette      | Premier tour | Premier tour | Second tour | Second tour |
| Candidats      | Candidats            | Étiquette      | Voix         | %            | Voix        | %           |
| -------------- | -------------------- | -------------- | ------------ | ------------ | ----------- | ----------- |
|                | Raymond Degemard*    | DVD            | 3 938        | 45,96        | 5 225       | 59,68       |
|                | Marie-France Glaudel | PS             | 1 762        | 20,56        | 3 530       | 40,32       |
|                | Jean-Luc Madier      | FN             | 1 350        | 15,75        |             |             |
|                | Jacky Yvon           | EXG            | 424          | 4,95         |             |             |
|                | Jocelyne Prudhon     | Verts          | 403          | 4,70         |             |             |
|                | Jacques Thiriet      | DVD            | 340          | 3,97         |             |             |
|                | Jean-Marie Marchal   | EXG            | 180          | 2,10         |             |             |
|                | Claude Lhôte         | PCF            | 172          | 2,01         |             |             |
| Inscrits       | Inscrits             | Inscrits       | 14 753       | 100,00       | 14 752      | 100,00      |
| Abstention     | Abstention           | Abstention     | 5 731        | 38,85        | 5 394       | 36,56       |
| Votants        | Votants              | Votants        | 9 022        | 61,15        | 9 358       | 63,44       |
| Blancs et nuls | Blancs et nuls       | Blancs et nuls | 453          | 5,02         | 603         | 6,44        |
| Exprimés       | Exprimés             | Exprimés       | 8 569        | 94,98        | 8 755       | 93,56       |

### Canton de Châtenois
| Candidats      | Candidats              | Étiquette      | Premier tour | Premier tour |
| Candidats      | Candidats              | Étiquette      | Voix         | %            |
| -------------- | ---------------------- | -------------- | ------------ | ------------ |
|                | Jean-Pierre Florentin* | UMP            | 1 961        | 56,87        |
|                | Claude Thiery          | DVG            | 1 487        | 43,13        |
| Inscrits       | Inscrits               | Inscrits       | 5 074        | 100,00       |
| Abstention     | Abstention             | Abstention     | 1 420        | 27,99        |
| Votants        | Votants                | Votants        | 3 654        | 72,01        |
| Blancs et nuls | Blancs et nuls         | Blancs et nuls | 206          | 5,64         |
| Exprimés       | Exprimés               | Exprimés       | 3 448        | 94,36        |

### Canton de Dompaire
| Candidats      | Candidats        | Étiquette      | Premier tour | Premier tour |
| Candidats      | Candidats        | Étiquette      | Voix         | %            |
| -------------- | ---------------- | -------------- | ------------ | ------------ |
|                | François Bazard* | UMP            | 1 857        | 64,91        |
|                | Francis Faas     | PS             | 1 004        | 35,09        |
| Inscrits       | Inscrits         | Inscrits       | 4 312        | 100,00       |
| Abstention     | Abstention       | Abstention     | 1 207        | 27,99        |
| Votants        | Votants          | Votants        | 3 105        | 72,01        |
| Blancs et nuls | Blancs et nuls   | Blancs et nuls | 244          | 7,86         |
| Exprimés       | Exprimés         | Exprimés       | 2 861        | 92,14        |

### Canton d'Épinal-Est
| Candidats      | Candidats                 | Étiquette      | Premier tour | Premier tour | Second tour | Second tour |
| Candidats      | Candidats                 | Étiquette      | Voix         | %            | Voix        | %           |
| -------------- | ------------------------- | -------------- | ------------ | ------------ | ----------- | ----------- |
|                | Francois-Xavier Huguenot* | PS             | 3 984        | 38,33        | 6 034       | 54,88       |
|                | Marie-France Perrin       | UMP            | 3 486        | 33,54        | 4 960       | 45,12       |
|                | Bernard Freppel           | FN             | 1 562        | 15,03        |             |             |
|                | Pierre Corizzi            | EXG            | 340          | 3,27         |             |             |
|                | Patrick Noirtin           | EXG            | 332          | 3,19         |             |             |
|                | Jean-Noël Delahaye        | PCF            | 256          | 2,46         |             |             |
|                | Frédéric Fournier         | PRG            | 247          | 2,38         |             |             |
|                | Guy Didier                | SE             | 188          | 1,81         |             |             |
| Inscrits       | Inscrits                  | Inscrits       | 18 856       | 100,00       | 18 856      | 100,00      |
| Abstention     | Abstention                | Abstention     | 7 744        | 41,07        | 7 046       | 37,37       |
| Votants        | Votants                   | Votants        | 11 112       | 58,93        | 11 810      | 62,63       |
| Blancs et nuls | Blancs et nuls            | Blancs et nuls | 717          | 6,45         | 816         | 6,91        |
| Exprimés       | Exprimés                  | Exprimés       | 10 395       | 93,55        | 10 994      | 93,09       |

### Canton de Fraize
| Candidats      | Candidats          | Étiquette      | Premier tour | Premier tour | Second tour | Second tour |
| Candidats      | Candidats          | Étiquette      | Voix         | %            | Voix        | %           |
| -------------- | ------------------ | -------------- | ------------ | ------------ | ----------- | ----------- |
|                | Jacques Hestin     | UMP            | 1 773        | 33,45        | 2 308       | 39,10       |
|                | Jean Claude        | PS             | 1 329        | 25,07        | 2 504       | 42,42       |
|                | Yohann Marin       | FN             | 1 060        | 20,00        | 1 091       | 18,48       |
|                | Séverine Colnat    | PCF            | 645          | 12,17        |             |             |
|                | Jean-Marie Baradel | DVG            | 494          | 9,32         |             |             |
| Inscrits       | Inscrits           | Inscrits       | 9 242        | 100,00       | 9 242       | 100,00      |
| Abstention     | Abstention         | Abstention     | 3 615        | 39,11        | 3 088       | 33,41       |
| Votants        | Votants            | Votants        | 5 627        | 60,89        | 6 154       | 66,59       |
| Blancs et nuls | Blancs et nuls     | Blancs et nuls | 326          | 5,79         | 251         | 4,08        |
| Exprimés       | Exprimés           | Exprimés       | 5 301        | 94,21        | 5 903       | 95,92       |

### Canton de Gérardmer
| Candidats      | Candidats       | Étiquette      | Premier tour | Premier tour |
| Candidats      | Candidats       | Étiquette      | Voix         | %            |
| -------------- | --------------- | -------------- | ------------ | ------------ |
|                | Gilbert Poirot* | DVG            | 3 052        | 59,95        |
|                | René Bourquin   | UMP            | 1 467        | 28,82        |
|                | Catherine Voiry | Verts          | 572          | 11,24        |
| Inscrits       | Inscrits        | Inscrits       | 8 160        | 100,00       |
| Abstention     | Abstention      | Abstention     | 2 817        | 34,52        |
| Votants        | Votants         | Votants        | 5 343        | 65,48        |
| Blancs et nuls | Blancs et nuls  | Blancs et nuls | 252          | 4,72         |
| Exprimés       | Exprimés        | Exprimés       | 5 091        | 95,28        |

### Canton de Mirecourt
| Candidats      | Candidats           | Étiquette      | Premier tour | Premier tour | Second tour | Second tour |
| Candidats      | Candidats           | Étiquette      | Voix         | %            | Voix        | %           |
| -------------- | ------------------- | -------------- | ------------ | ------------ | ----------- | ----------- |
|                | Paul Loiseau        | UMP            | 1 214        | 21,30        | 2 689       | 46,12       |
|                | Patrice Jamis       | PS             | 1 041        | 18,27        | 3 141       | 53,88       |
|                | Jean-Marie Vigneron | DVG            | 840          | 14,74        |             |             |
|                | Bernard Thomas      | UMP            | 765          | 13,42        |             |             |
|                | Serge Letrange      | FN             | 713          | 12,51        |             |             |
|                | Patrick Beisbardt*  | SE             | 418          | 7,33         |             |             |
|                | Jeanick Landormy    | SE             | 348          | 6,11         |             |             |
|                | Dominique Pete      | DVG            | 219          | 3,84         |             |             |
|                | Nicolas Jacquot     | EXG            | 141          | 2,47         |             |             |
| Inscrits       | Inscrits            | Inscrits       | 8 780        | 100,00       | 8 780       | 100,00      |
| Abstention     | Abstention          | Abstention     | 2 745        | 31,26        | 2 516       | 28,66       |
| Votants        | Votants             | Votants        | 6 035        | 68,74        | 6 264       | 71,34       |
| Blancs et nuls | Blancs et nuls      | Blancs et nuls | 336          | 5,57         | 434         | 6,93        |
| Exprimés       | Exprimés            | Exprimés       | 5 699        | 94,43        | 5 830       | 93,07       |

### Canton de Monthureux-sur-Saône
| Candidats      | Candidats         | Étiquette      | Premier tour | Premier tour |
| Candidats      | Candidats         | Étiquette      | Voix         | %            |
| -------------- | ----------------- | -------------- | ------------ | ------------ |
|                | Alain Roussel*    | DVD            | 982          | 62,43        |
|                | Henri Didier      | UDF            | 438          | 27,84        |
|                | Sébastien Jorand  | PS             | 77           | 4,90         |
|                | Pascal Rousselot  | DVD            | 40           | 2,54         |
|                | Isabelle Lagneaux | PCF            | 19           | 1,21         |
|                | Olivier Poulet    | SE             | 17           | 1,08         |
| Inscrits       | Inscrits          | Inscrits       | 2 143        | 100,00       |
| Abstention     | Abstention        | Abstention     | 524          | 24,45        |
| Votants        | Votants           | Votants        | 1 619        | 75,55        |
| Blancs et nuls | Blancs et nuls    | Blancs et nuls | 46           | 2,84         |
| Exprimés       | Exprimés          | Exprimés       | 1 573        | 97,16        |

### Canton de Neufchâteau
| Candidats      | Candidats          | Étiquette      | Premier tour | Premier tour | Second tour | Second tour |
| Candidats      | Candidats          | Étiquette      | Voix         | %            | Voix        | %           |
| -------------- | ------------------ | -------------- | ------------ | ------------ | ----------- | ----------- |
|                | Jacques Drapier    | PS             | 2 383        | 37,44        | 3 541       | 52,76       |
|                | Gérard Kopf        | DVD            | 1 890        | 29,69        | 3 170       | 47,24       |
|                | François Flamerion | FN             | 905          | 14,22        |             |             |
|                | Mireille Regent    | DVD            | 834          | 13,10        |             |             |
|                | Gérard Bouchet     | PCF            | 353          | 5,55         |             |             |
| Inscrits       | Inscrits           | Inscrits       | 10 475       | 100,00       | 10 475      | 100,00      |
| Abstention     | Abstention         | Abstention     | 3 762        | 35,91        | 3 361       | 32,09       |
| Votants        | Votants            | Votants        | 6 713        | 64,09        | 7 114       | 67,91       |
| Blancs et nuls | Blancs et nuls     | Blancs et nuls | 348          | 5,18         | 403         | 5,66        |
| Exprimés       | Exprimés           | Exprimés       | 6 365        | 94,82        | 6 711       | 94,34       |

### Canton de Saint-Dié-des-Vosges-Est
| Candidats      | Candidats       | Étiquette      | Premier tour | Premier tour | Second tour | Second tour |
| Candidats      | Candidats       | Étiquette      | Voix         | %            | Voix        | %           |
| -------------- | --------------- | -------------- | ------------ | ------------ | ----------- | ----------- |
|                | Roland Bedel    | UMP            | 3 243        | 39,00        | 4 031       | 43,82       |
|                | Serge Vincent*  | PS             | 2 821        | 33,92        | 3 838       | 41,73       |
|                | Georg Kuhn      | FN             | 1 432        | 17,22        | 1 329       | 14,45       |
|                | Jacques Balu    | EXG            | 358          | 4,30         |             |             |
|                | Lucien Fritz    | PCF            | 246          | 2,96         |             |             |
|                | Jacques Coudray | PRG            | 216          | 2,60         |             |             |
| Inscrits       | Inscrits        | Inscrits       | 14 143       | 100,00       | 14 143      | 100,00      |
| Abstention     | Abstention      | Abstention     | 5 360        | 37,90        | 4 591       | 32,46       |
| Votants        | Votants         | Votants        | 8 783        | 62,10        | 9 552       | 67,54       |
| Blancs et nuls | Blancs et nuls  | Blancs et nuls | 467          | 5,32         | 354         | 3,71        |
| Exprimés       | Exprimés        | Exprimés       | 8 316        | 94,68        | 9 198       | 96,29       |

### Canton de Saulxures-sur-Moselotte
| Candidats      | Candidats               | Étiquette      | Premier tour | Premier tour |
| Candidats      | Candidats               | Étiquette      | Voix         | %            |
| -------------- | ----------------------- | -------------- | ------------ | ------------ |
|                | Guy Vaxelaire*          | PS             | 4 926        | 50,04        |
|                | André Lejal             | DVD            | 2 125        | 21,58        |
|                | Pascal Gully-Valdenaire | DVD            | 1 662        | 16,88        |
|                | Grégory Noel            | FN             | 1 132        | 11,50        |
| Inscrits       | Inscrits                | Inscrits       | 15 527       | 100,00       |
| Abstention     | Abstention              | Abstention     | 5 105        | 32,88        |
| Votants        | Votants                 | Votants        | 10 422       | 67,12        |
| Blancs et nuls | Blancs et nuls          | Blancs et nuls | 577          | 5,54         |
| Exprimés       | Exprimés                | Exprimés       | 9 845        | 94,46        |

### Canton du Thillot
| Candidats      | Candidats             | Étiquette      | Premier tour | Premier tour | Second tour | Second tour |
| Candidats      | Candidats             | Étiquette      | Voix         | %            | Voix        | %           |
| -------------- | --------------------- | -------------- | ------------ | ------------ | ----------- | ----------- |
|                | Dominique Peduzzi*    | DVD            | 2 314        | 31,15        | 3 222       | 39,74       |
|                | François Cunat        | PS             | 2 290        | 30,83        | 3 456       | 42,62       |
|                | Bernard Bazin         | FN             | 1 425        | 19,18        | 1 430       | 17,64       |
|                | Jean-Pierre Thouvenot | DVD            | 777          | 10,46        |             |             |
|                | Jean-Yves Creusot     | SE             | 356          | 4,79         |             |             |
|                | Florence Riqueur      | EXG            | 266          | 3,58         |             |             |
| Inscrits       | Inscrits              | Inscrits       | 12 363       | 100,00       | 12 364      | 100,00      |
| Abstention     | Abstention            | Abstention     | 4 500        | 36,40        | 3 976       | 32,16       |
| Votants        | Votants               | Votants        | 7 863        | 63,60        | 8 388       | 67,84       |
| Blancs et nuls | Blancs et nuls        | Blancs et nuls | 435          | 5,53         | 280         | 3,34        |
| Exprimés       | Exprimés              | Exprimés       | 7 428        | 94,47        | 8 108       | 96,66       |

### Canton de Xertigny
| Candidats      | Candidats        | Étiquette      | Premier tour | Premier tour |
| Candidats      | Candidats        | Étiquette      | Voix         | %            |
| -------------- | ---------------- | -------------- | ------------ | ------------ |
|                | Jackie Pierre*   | UMP            | 2 900        | 58,48        |
|                | Marc Boullée     | PS             | 1 003        | 20,23        |
|                | Chantal Odile    | FN             | 712          | 14,36        |
|                | Henry Faron      | EXG            | 200          | 4,03         |
|                | Jérôme Lallemand | PCF            | 144          | 2,90         |
| Inscrits       | Inscrits         | Inscrits       | 8 028        | 100,00       |
| Abstention     | Abstention       | Abstention     | 2 807        | 34,97        |
| Votants        | Votants          | Votants        | 5 221        | 65,03        |
| Blancs et nuls | Blancs et nuls   | Blancs et nuls | 262          | 5,02         |
| Exprimés       | Exprimés         | Exprimés       | 4 959        | 94,98        |